# ウィーン・コンツェルトハウス

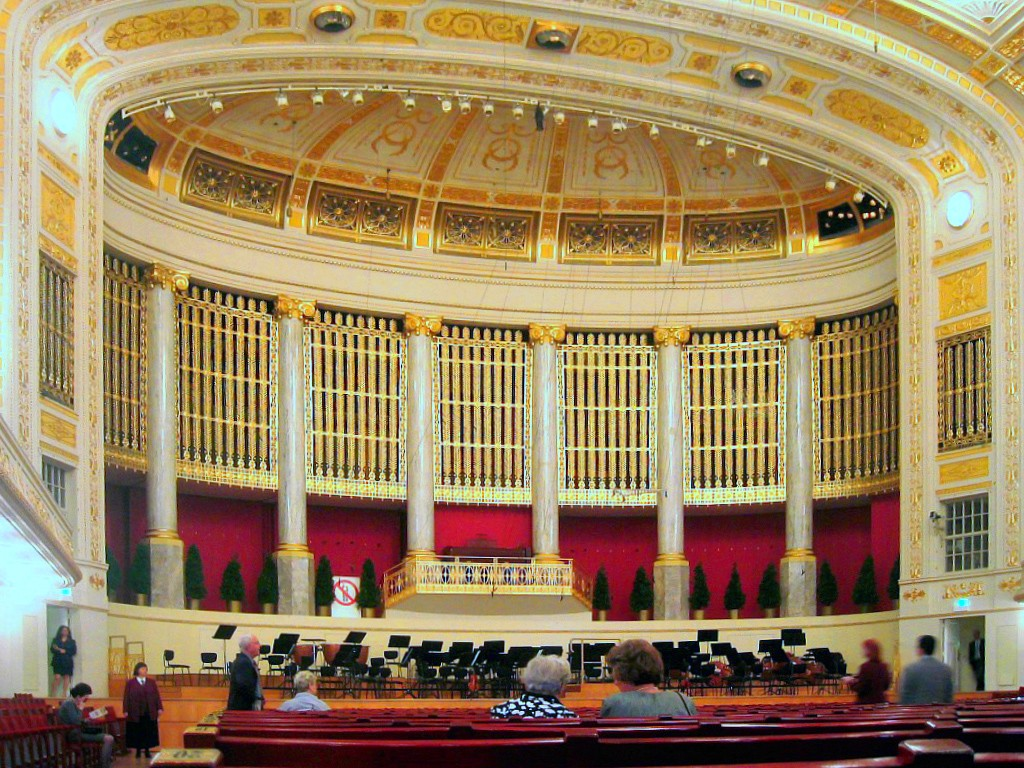
大ホール内観

ウィーン・コンツェルトハウス（ドイツ語: Wiener Konzerthaus）は、オーストリアのウィーンに1913年に竣工したコンサートホール。リヒャルト・シュトラウスが杮落としに5管編成の「祝典前奏曲」作品61を書いて初演したことで広く知られる。

## 概要
フェルディナンド・フェルナーが設計を担当。
1913年10月19日に、フランツ・ヨーゼフ1世記念ガラコンサートを挙行。
現在は、ウィーン交響楽団、ウィーン室内管弦楽団などのフランチャイズホールになっている。大ホールに、5つのマニュアルと116個のストップのパイプオルガンがある。
実際の運営は近くのムジークフェラインと同程度の頻度でコンサートを企画しているが、どちらかというと現代音楽などの頻度が少し高い。

## 施設
- 大ホール 1865席[1]
- モーツァルトホール 704席[1]
- シューベルトホール 366席[1]

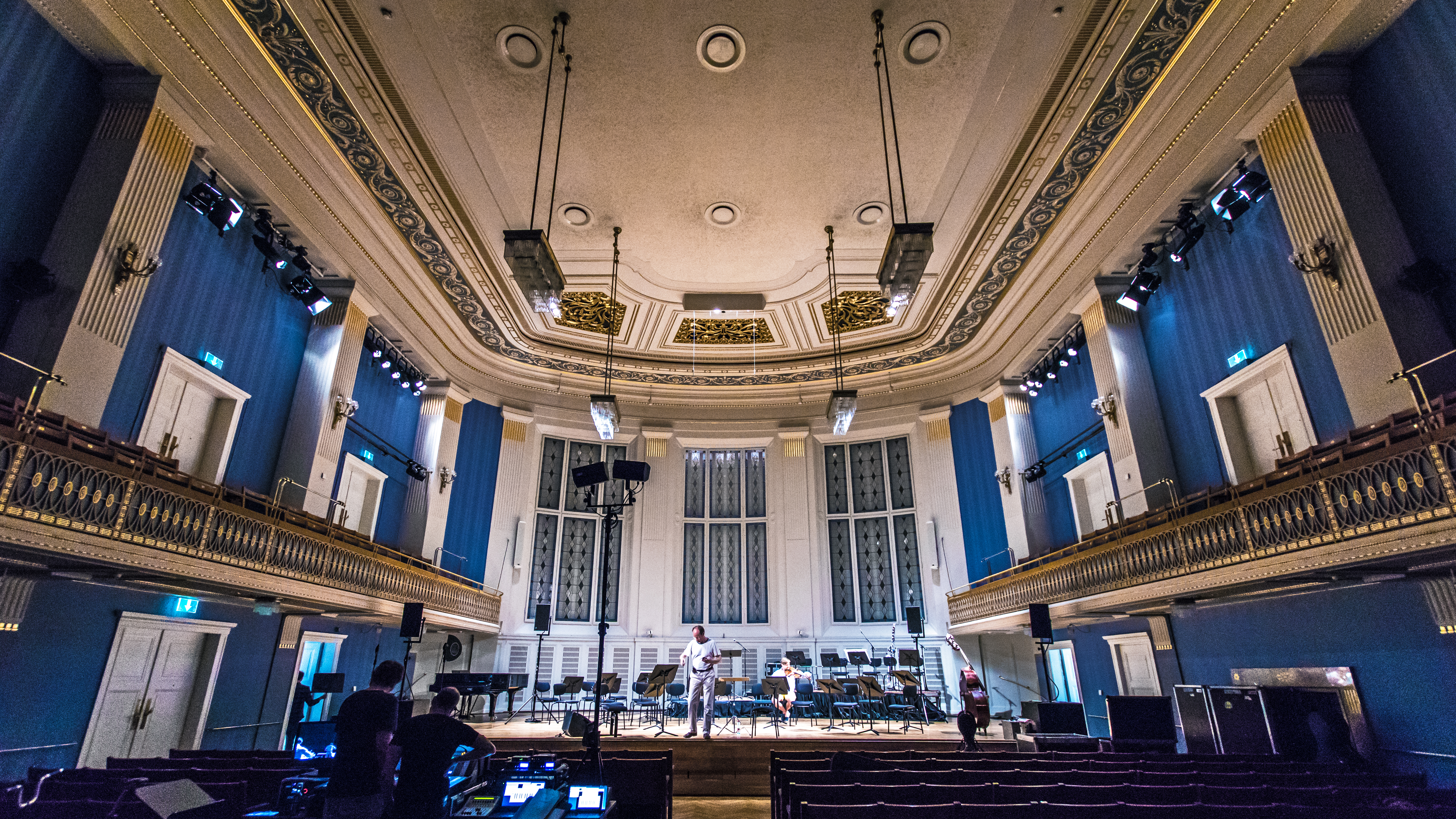
モーツァルトホール（モーツァルトザール）
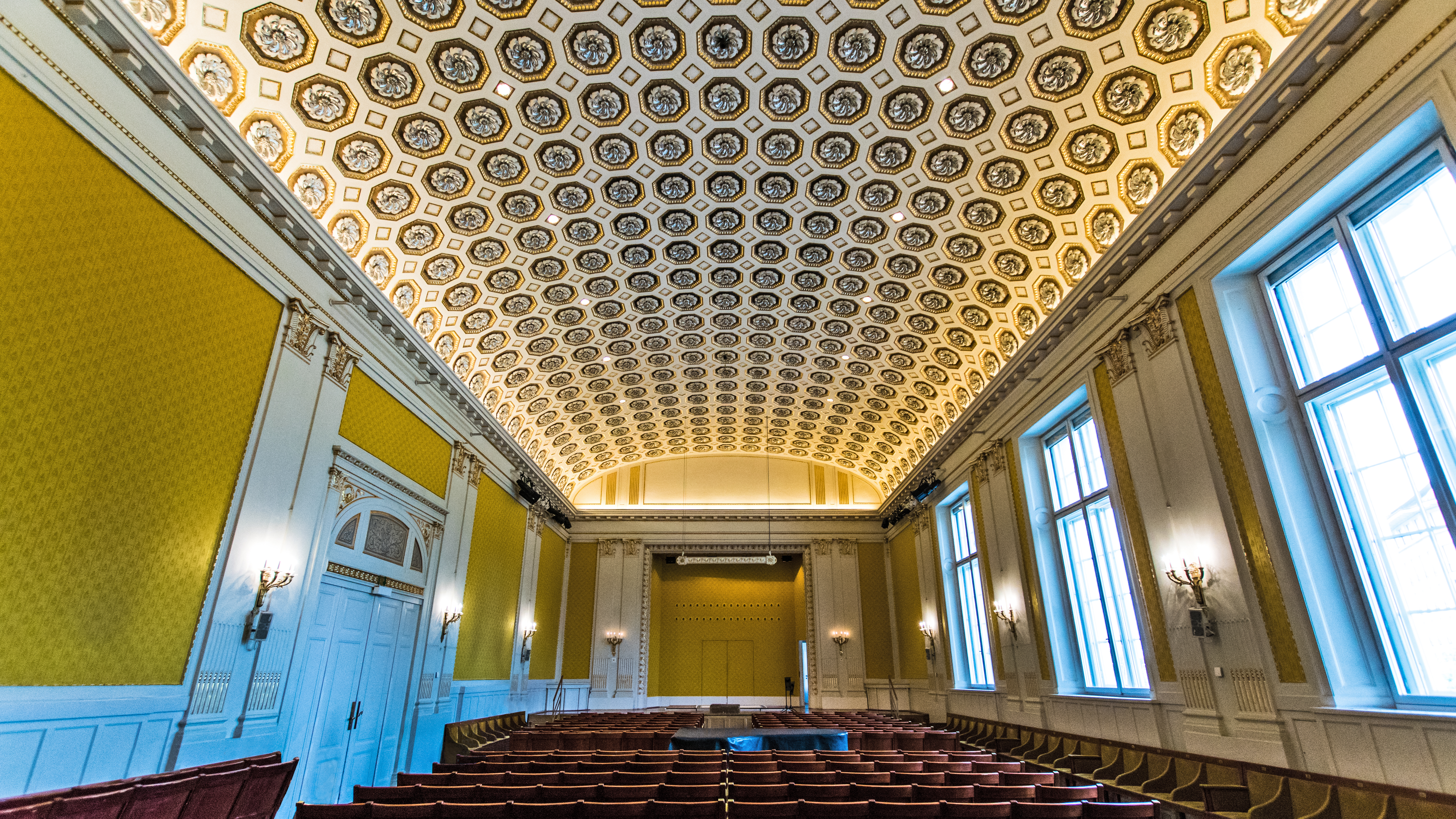
シューベルトホール（シューベルトザール）